# Elektromagnetické vlny

Elektromagnetická vlna s vlnovou délkou λ se šíří ve směru osy x. Intenzita elektrického pole E (modře) a hustota magnetického toku B (červeně) jsou kolmé na sebe navzájem a na směr šíření.

Elektromagnetické vlny nebo vlnění  (viz též elektromagnetické záření) je děj, při němž se prostorem šíří příčné vlnění elektrického a magnetického pole. Elektrickou složku charakterizuje vektor intenzity elektrického pole E a magnetickou složku vektor magnetické indukce (hustota magnetického toku) B. Vektory E a B jsou navzájem kolmé, mají souhlasnou fázi a jejich kmity probíhají napříč ke směru, kterým se vlnění šíří.

Animace šíření elektromagnetické vlny.

Elektromagnetické vlny mohou mít různé frekvence, vlnovou délku a energii, což ovlivňuje jejich vlastnosti. Vysokofrekvenční vlny mají kratší vlnovou délku a vyšší energii. Nízkofrekvenční vlny mají delší vlnovou délku a nižší energii. Podle zvyšující se frekvence a klesající vlnové délky se elektromagnetické vlny dělí na rádiové vlny, mikrovlny, infračervené záření, viditelné světlo, ultrafialové záření, rentgenové záření a gama záření. Elektromagnetické vlny s vlnovými délkami v rozmezí viditelného světla se nazývají světlo.
Elektromagnetické vlny se šíří rychlostí světla a mohou být vysílány z různých zdrojů, jako jsou například rádiové vysílače, televizní vysílače, mobilní telefony a mikrovlnné trouby.
Prvním využitím uměle vytvořených elektromagnetických vln byl přenos informace pomocí bezdrátového telegrafu. V současnosti se pomocí nich přenáší televizní a rozhlasové vysílání, komunikuje mobilními telefony, ovládají drony nebo hračky pomocí dálkového ovládání, ovládá elektronika pomocí ovladače, ohřívá strava (mikrovlnná trouba), zjišťuje přítomnost a pohyb předmětů (radary). Elektromagnetické vlny jsou základem pro satelitní komunikaci a GPS navigaci.

## Historie

Spektrum elektromagnetického vlnění

- Spektrum elektromagnetického vlněníV roce 1800 objevil infračervené záření astronom William Herschel. Použil skleněný hranol k lámání světelného záření ze Slunce a detekoval neviditelné paprsky, které způsobovaly zahřívání mimo červenou část spektra, a to prostřednictvím zvýšení teploty zaznamenané teploměrem. Nazval je kalorické paprsky a později byly pojmenované infračervené.

Relativní vlnové délky elektromagnetických vln tří různých barev světla (červené, zelené a modré) v mikrometrech.

- Relativní vlnové délky elektromagnetických vln tří různých barev světla (červené, zelené a modré) v mikrometrech.V roce 1801 objevil německý fyzik Johann Wilhelm Ritter ultrafialové záření v podobném experimentu. Všiml si, že neviditelné paprsky v blízkosti fialového okraje slunečního spektra rozptýlené hranolem ztmavují přípravky chloridu stříbrného rychleji než blízké fialové světlo. Tato zjištění stála za objevem fotografie. Ritter tyto paprsky nazval chemické, neboť způsobovaly chemickou reakci. Nyní jsou nazývány ultrafialové.
- V roce 1832 anglický fyzik Michael Faraday objevil elektromagnetickou indukci, magnetické a elektrické siločáry. Předpověděl existenci elektromagnetických vln.
- V roce 1865 skotský fyzik James Clerk Maxwell dokázal vlnění teoreticky popsat pomocí svých matematicko-fyzikálních rovnic, nyní známých jako Maxwellovy rovnice. Jeho rovnice pro elektromagnetické pole naznačovaly, že vlny v poli se budou šířit rychlostí, která je velmi blízká známé rychlosti světla.
- V roce 1887 Heinrich Hertz podle navržených Maxwellových rovnic vyprodukoval rádiové vlny pomocí elektrických obvodů vypočítaných tak, aby vytvářely oscilace na mnohem nižší frekvenci, než je frekvence viditelného světla. Později byly tyto vlny nazvány rádiové vlny a mikrovlny.
- V roce 1895 německý fyzik Wilhelm Röntgen objevil a pojmenoval rentgenové záření. Experimentoval s vysokým napětím aplikovaným na evakuovanou trubici a všiml si fluorescence na nedaleké desce z potaženého skla. Během jednoho měsíce popsal hlavní vlastnosti rentgenových paprsků.
- V roce 1899 bylo Ernestem Rutherfordem diferencováno záření ze smolince na alfa paprsky (alfa částice) a beta záření (beta částice). Ukázalo se, že se jedná o typy záření nabitých částic. V roce 1903 popsal třetí neutrálně nabitý a obzvláště pronikavý typ záření z radia a pojmenoval jej gama záření.
- 1903 byla udělena Nobelova cena za objev radioaktivity, kterou získal Henri Becquerel společně s Marií Curie-Sklodowskou a jejím manželem Pierrem Curie.

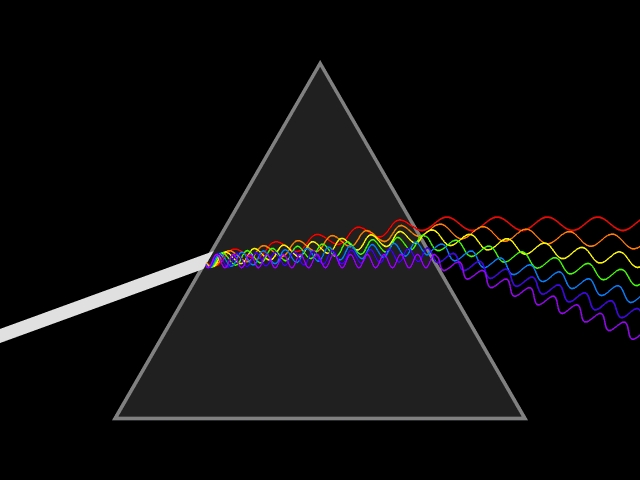
Vlnový charakter záření: lom světla na optickém hranolu

- Vlnový charakter záření: lom světla na optickém hranoluV roce 1910 britský fyzik William Henry Bragg prokázal, že gama paprsky jsou elektromagnetické záření, nikoli částice.
- V roce 1914 Ernest Rutherford a Edward Andrade změřili vlnové délky gama paprsků a zjistili, že jsou podobné rentgenovým paprskům, ale s kratšími vlnovými délkami a vyšší frekvencí.

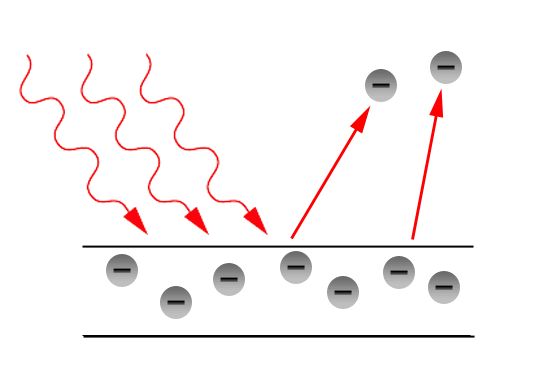
Kvantový charakter záření: fotoelektrický jev

- Kvantový charakter záření: fotoelektrický jevZačátkem 20. století vědci postupně zjišťovali, že světlo se chová nejenom jako vlna, ale že má i charakter částic (kvant, fotonů). Zatímco u elektronů se předpokládalo částicové chování, ale později se zjistilo, že mají také vlnové vlastnosti. Vznikl proto koncept duality vlnění a částic, který se snažil vysvětlit tyto rozpory. Elektromagnetické vlnění pak bylo definováno jako příčné vlnění s vlastnostmi vlnovými (odraz, lom, ohyb, interference, polarizace) a kvantovými (fotoelektrický jev).
- Postupně se vyvinuly obory kvantové fyziky, které vycházely z toho, že určité měřitelné veličiny se nemění spojitě (plynule), ale v násobcích určitého minimálního množství zvaného kvantum, které je dané Planckovou konstantou. K dalším základním principům patří to, že částice lze současně popsat i jako vlny (dualita částice a vlnění), nelze současně změřit jejich polohu a hybnost (princip neurčitosti) nebo že pozorování má vliv na pozorovaný systém. Obvykle v rámci kvantové teorie rozlišujeme kvantovou mechaniku a kvantovou teorii pole. Interakce mezi elektromagnetickým zářením a hmotou (elektrony) je popsána teorií kvantové elektrodynamiky.

## Zdroje elektromagnetických vln
- Spontánní emise
- Brzdné záření
- Molekulární oscilace (periodické pohyby sousedních atomů v molekule)
- Larmorova precese
- Čerenkovovo záření
- Párová anihilace
- Časově proměnlivý elektrický proud vyzařuje elektromagnetické vlny. V nejjednodušším případě se jedná o vysokofrekvenční střídavý proud v přímém elektrickém vodiči (Hertzově dipólu).
- Zdrojem elektromagnetických vln může být elektrický náboj, který se pohybuje zrychleně (například elektrická jiskra, blesk).

## Šíření elektromagnetických vln

Elektromagnetické vlny si lze představit jako samovolně se šířící příčnou kmitavou vlnu elektrických a magnetických polí. Elektrické a magnetické pole v takové vlně jsou ve vzájemné fázi, dosahují minim a maxim společně.

- Elektromagnetické vlny si lze představit jako samovolně se šířící příčnou kmitavou vlnu elektrických a magnetických polí. Elektrické a magnetické pole v takové vlně jsou ve vzájemné fázi, dosahují minim a maxim společně.Elektromagnetické vlny (na rozdíl od zvukových vln) nevyžadují ke svému šíření médium. Mohou se tedy šířit ve vakuu a i do těch nejvzdálenějších částí vesmíru.
- Ve vakuu se pohybují rychlostí světla, bez ohledu na svou frekvenci. Mohou se šířit i v látkách (plyn nebo kapalina), ale jejich fázová rychlost je snížena a závisí na jejich indexu lomu.
- Podle Maxwellových rovnic z roku 1865 se elektromagnetická vlna šíří rychlostí nezávislou na stavu pohybu světelného zdroje. Je to zdánlivě v rozporu s principem relativity, podle kterého by měly ve všech inerciálních vztažných soustavách platit stejné fyzikální zákony.
- Albert Einstein vyřešil tento zdánlivý rozpor speciální teorií relativity, kterou publikoval v roce 1905. Opustil myšlenku absolutní vztažné soustavy, která by byla pro všechny pozorovatele stejná. Místo toho předložil dva postuláty:
1. postulát: Všechny fyzikální zákony lze vyjádřit rovnicemi, jež mají stejný tvar ve všech vztažných soustavách pohybujících se navzájem konstantní rychlostí.
2. postulát: Rychlost světla ve vakuu má pro všechny pozorovatele stejnou hodnotu, bez ohledu na jejich pohybový stav.
Z obou postulátů vyplývalo, že rychlost světla má stejnou hodnotu ve všech inerciálních vztažných soustavách. Naopak délky a časy jsou nyní závislé na vztažné soustavě. Galileova transformace tak byla nahrazena Lorentzovou transformací.

## Vliv elektromagnetického vlnění na živé organismy
- Účinky elektromagnetického vlnění na chemické sloučeniny a biologické organismy závisejí na energii a frekvenci záření.
- Elektromagnetické vlnění o nižších frekvencích (viditelné světlo, infračervené záření, mikrovlny a rádiové vlny) se nazývá neionizující záření, protože jeho fotony nemají jednotlivě dostatek energie k ionizaci atomů nebo molekul nebo k přerušení chemických vazeb. Účinky těchto záření na chemické systémy a živou tkáň jsou především tepelné. Při interakci neionizujícího záření se rozlišuje mezi tepelnými účinky (záření má hřejivý účinek, protože je absorbováno tkání), účinky přímého pole (indukované dipólové momenty, změna membránových potenciálů), kvantovými efekty a rezonančními efekty (synchronizace s vibracemi buněčné struktury).
- Elektromagnetické vlnění o vyšších frekvencích (ultrafialové, rentgenové a gama paprsky) se nazývá ionizující záření, protože jednotlivé fotony o vysoké frekvenci mají dostatek energie k ionizaci molekul nebo přerušení chemických vazeb. Vznikají tak volné radikály, které způsobují biologicky škodlivé reakce. Toto záření má schopnost poškozovat živé buňky a představuje zdravotní riziko.

## Veličiny popisující vlnu
K popisu elektromagnetické vlny se používají veličiny:
- Intenzita elektrického pole {\displaystyle {\vec {E}}\,} [V/m]
- Elektrická indukce {\displaystyle {\vec {D}}\,} [C/m2]
- Intenzita magnetického pole {\displaystyle {\vec {H}}\,} [A/m]
- Magnetická indukce {\displaystyle {\vec {B}}\,} [T]
- Elektrická polarizace {\displaystyle {\vec {P}}\,} [C/m2]
- Poyntingův vektor {\displaystyle {\vec {S}}\,} [W/m2]

Pokud se vlna šíří částečně vodivým prostředím, pak také:
- Hustota elektrického proudu {\displaystyle {\vec {J}}\,} [A/m2]. .

## Vlastnosti prostředí
Vlastnosti prostředí, které ovlivňují šíření elektromagnetické vlny, jsou permitivita, permeabilita a konduktivita.
V tomto hesle se dále popisuje pouze (zjednodušeným, ale častým) případ šíření vlny homogenním lineárním izotropním stacionárním prostředím.

### Permitivita
Permitivita je fyzikální veličina popisující vztah mezi vektory intenzity elektrického pole a elektrické indukce v materiálu nebo vakuu. Značí se písmenem {\displaystyle \varepsilon }, v lineárním homogenním izotropním prostředí platí {\displaystyle {\vec {D}}=\varepsilon {\vec {E}}}

### Permeabilita
Permeabilita je fyzikální veličina popisující vztah mezi vektory intenzity magnetického pole a magnetické indukce.
Značí se písmenem {\displaystyle \mu }, v lineárním homogenním izotropním prostředí platí {\displaystyle {\vec {B}}=\mu {\vec {H}}}

### Konduktivita
fyz.vel., popisující vztah mezi vektory intenzity elektrického pole a proudové hustoty.
Značí se písmenem {\displaystyle \sigma }, v lineárním homogenním izotropním prostředí platí {\displaystyle {\vec {j}}=\sigma {\vec {E}}}

## Vlnová rovnice
Z Maxwellových rovnic lze odvodit obecný tvar vlnové rovnice (rovnice popisující časový průběh stavu elektromagnetické vlny)
{\displaystyle \Delta {\vec {E}}-\mu \varepsilon {\frac {\partial ^{2}{\vec {E}}}{\partial t^{2}}}=\mu \sigma {\frac {\partial {\vec {E}}}{\partial t}}+\mu {\frac {\partial ^{2}{\vec {P}}}{\partial t^{2}}}-{\frac {1}{\varepsilon }}{\vec {\nabla }}({\vec {\nabla }}\cdot {\vec {P}})}
dále pro lineární, homogenní, stacionární a izotropní prostředí lze také odvodit telegrafní rovnici, která má mimo oblast zdrojů pole tvar
{\displaystyle \Delta {\vec {E}}-\mu \varepsilon {\frac {\partial ^{2}{\vec {E}}}{\partial t^{2}}}-\mu \sigma {\frac {\partial {\vec {E}}}{\partial t}}=0}
kde {\displaystyle \Delta } je Laplaceův operátor. Tento zápis je odvozen pro oblast, v níž neleží zdroje elektromagnetické vlny – popisuje tedy její šíření, nikoli však vznik.
Rovnice má naprosto stejný tvar pro kteroukoli z veličin {\displaystyle {\vec {E}},\,{\vec {D}},\,{\vec {B}},\,{\vec {H}},\,{\vec {J}}\,}.

## Matematický popis pro harmonický časový průběh veličin
Pokud mají veličiny pole harmonický časový průběh, lze časové derivace vyjádřit pomocí úhlové frekvence {\displaystyle \omega =2\pi f\,}, takže vlnová rovnice pak přejde na tvar
{\displaystyle \Delta {\hat {\vec {E}}}+k^{2}{\hat {\vec {E}}}=0\,}
kde {\displaystyle k^{2}=-\mathrm {j} \omega \mu (\mathrm {j} \omega \varepsilon +\sigma )\,} je (komplexní) konstanta šíření, {\displaystyle \mu ,\varepsilon ,\sigma } permeabilita, permitivita a konduktivita prostředí a {\displaystyle \mathrm {j} \,} je imaginární jednotka.

### Rovinná vlna
Vlnová rovnice je parciální diferenciální rovnice druhého řádu. Řeší se většinou numericky. Analytické řešení je známo jen pro jednoduchá uspořádání pole, nicméně je důležité pro základní orientaci v problematice.
Za předpoklu šíření harmonické vlny a otočení souřadné soustavy tak, aby se vlna šířila ve směru osy z se zjednoduší původně parciální diferenciální rovnice na rovnici obyčejnou:
{\displaystyle {\frac {d^{2}{\hat {\vec {E}}}}{dz^{2}}}+k^{2}{\hat {\vec {E}}}=0}.
Tato rovnice má pro fázor intenzity elektrického pole řešení
{\displaystyle {\hat {\vec {E}}}(z)={\hat {{\vec {E}}_{0}}}\,\,\mathrm {e} ^{-\mathrm {j} kz}+{\hat {\vec {E_{0}^{-}}}}\,\mathrm {e} ^{+\mathrm {j} kz}}.
Řešení popisuje dvě vlny, z nichž jedna se šíří ve směru osy {\displaystyle z}, druhá v protisměru.{\displaystyle {\hat {{\vec {E}}_{0}}}} a {\displaystyle {\hat {\vec {E_{0}^{-}}}}} jsou fázory postupné a zpětné vlny v počátku ({\displaystyle z=0}).
Pro vlnu postupující ve směru osy {\displaystyle z} tedy platí
{\displaystyle {\hat {\vec {E}}}(z)={\hat {\vec {E}}}_{0}\mathrm {e} ^{-\mathrm {j} kz}}.

## Konstanta šíření
Označí-li se reálná a imaginární část konstanty šíření k = (α+jβ), lze dále psát
{\displaystyle {\hat {\vec {E}}}(z)={\hat {\vec {E}}}_{0}\,\mathrm {e} ^{-\mathrm {j} \beta z}\mathrm {e} ^{-\alpha z}}.
Tento vztah ukazuje fyzikální význam konstant {\displaystyle \alpha } a {\displaystyle \beta }. První z nich udává, jak rychle se vlna tlumí, druhá udává rychlost změny fáze vlny ve směru šíření. Rozměr obou konstant je 1/m. Pro okamžitou hodnotu lze pak psát
{\displaystyle {\vec {E}}(z,t)={\vec {E}}_{m}\sin(2\pi ft-\beta z+\phi _{0})\mathrm {e} ^{-\alpha z}}, nebo také
{\displaystyle {\vec {E}}(z,t)={\vec {E}}_{m}\cos(2\pi ft-\beta z+\phi _{0}-{\frac {\pi }{2}})\mathrm {e} ^{-\alpha z}},
kde {\displaystyle E_{m}} je amplituda vlny v počátku souřadnic {\displaystyle z=0} a {\displaystyle \phi } fáze vlny v čase {\displaystyle t=0} tamtéž. Vyjádření pomocí funkce sinus se častěji používá v české literatuře, zahraniční díla obvykle preferují kosinus.

### Určení z vlastností prostředí
Reálnou i imaginární část konstanty šíření je možné určit výpočtem:
- {\displaystyle \beta =\omega {\sqrt {{\frac {\mu \varepsilon }{2}}\left[{\sqrt {1+\left({\frac {\sigma }{\omega \epsilon }}\right)^{2}}}+1\right]}}}
- {\displaystyle \alpha =\omega {\sqrt {{\frac {\mu \varepsilon }{2}}\left[{\sqrt {1+\left({\frac {\sigma }{\omega \epsilon }}\right)^{2}}}-1\right]}}}

### Zjednodušení pro dielektrika
Výše uvedené vztahy jsou poněkud komplikované a lze je v některých případech zjednodušit.
- Pokud platí {\displaystyle \left({\frac {\sigma }{\omega \varepsilon }}\right)\ll 1}, pak lze prostředí považovat za dielektrikum a psát
  - {\displaystyle \beta =\omega {\sqrt {\mu \varepsilon }}}
  - {\displaystyle \alpha =0\,}

### Zjednodušení pro vodiče
- Pokud naopak platí {\displaystyle \left({\frac {\sigma }{\omega \varepsilon }}\right)\gg 1}, pak lze prostředí považovat za vodič a psát
  - {\displaystyle \beta =\alpha ={\sqrt {\frac {\omega \mu \sigma }{2}}}}

Z uvedeného plyne, že tatáž látka se může vůči elektromagnetické vlně chovat jako vodič i dielektrikum. S rostoucí frekvencí roste jmenovatel zlomku {\displaystyle {\frac {\sigma }{\omega \varepsilon }}}. Látky tedy nelze na vodiče a dielektrika rozdělit fixně, ale je k tomu třeba ještě znát frekvenci.

## Délka vlny
Délka vlny {\displaystyle \lambda } je vzdáleností mezi dvěma vlnoplochami, jejíchž fáze se liší právě o {\displaystyle 2\pi } radiánů (neboli 360°). Tak lze pro délku vlny nalézt
{\displaystyle \lambda ={\frac {2\pi }{\beta }}}
Speciálně pro dielektrika platí
{\displaystyle \lambda ={\frac {1}{f{\sqrt {\mu \varepsilon }}}}={\frac {c_{0}}{f{\sqrt {\varepsilon _{r}}}}}}

## Hloubka vniku
Vysokofrekvenční elektromagnetické pole se ve vodivých materiálech rychle tlumí. Hloubkou vniku rozumíme vzdálenost, na které se v daném materiálu amplituda veličin pole ({\displaystyle E,\,D,\,B,\,H,\,J})
utlumí {\displaystyle \mathrm {e} }-krát, kde {\displaystyle \mathrm {e} } je Eulerovo číslo (základ přirozených logaritmů). Tato hloubka se označuje {\displaystyle \delta } a je dána jako
{\displaystyle \delta ={\frac {1}{\alpha }}}
Speciálně pro vodiče platí
{\displaystyle \delta ={\frac {1}{\alpha }}={\sqrt {\frac {2}{\omega \mu \sigma }}}}

## Vlnová impedance
Intenzita elektrického pole {\displaystyle {\vec {E}}} je kolmá k intenzitě pole magnetického {\displaystyle {\vec {H}}}. Jejich vzájemný poměr určuje veličina, zvaná vlnová impedance prostředí. Je-li intenzita elektrického pole orientována ve směru x, pak platí
{\displaystyle Z_{v}={\frac {{\hat {E}}_{x}}{{\hat {H}}_{y}}}}
Pro většinu materiálů přitom platí
{\displaystyle Z_{v}={\sqrt {\frac {j\omega \mu }{j\omega \varepsilon +\sigma }}}}
Speciálně pro vakuum {\displaystyle Z_{v}=120\pi \ \Omega }.

## Přenos energie
Elektromagnetická vlna může přenášet energii. Tato její vlastnost je nejsnadněji popsána Poyntingovým vektorem. Jeho určení pro obecný časový průběh je uvedeno v hesle Poyntingův vektor. Pro harmonický průběh lze pak pro jeho časovou střední hodnotu psát
{\displaystyle {\vec {S}}={\frac {1}{2}}\,\mathrm {Re} ({\hat {\vec {E}}}\times {\hat {\vec {H^{*}}}})={\frac {1}{2}}\,\mathrm {Re} ({\hat {\vec {E^{*}}}}\times {\hat {\vec {H}}})},
kde {\displaystyle \mathrm {Re} } značí reálnou část, {\displaystyle \times } vektorový součin a {\displaystyle ^{*}} komplexně sdruženou hodnotu.